# 尤尚利河
尤尚利河（羅馬化：Yushanly）是烏克蘭的河流，位於該國東南部，屬於莫洛奇納河的支流，發源自克維特科韋，流經扎波羅熱州，河道全長94公里，流域面積545平方公里。